# Tour Poitou-Charentes en Nueva Aquitania 2020
La 34.ª edición de la competición ciclista Tour Poitou-Charentes en Nueva Aquitania (llamado oficialmente: Tour Poitou-Charentes en Nouvelle Aquitaine) fue una carrera de ciclismo en ruta por etapas que se celebró entre el 27 y el 30 de agosto de 2020 en Francia con inicio en la ciudad de Montmoreau y final en la ciudad de Poitiers, sobre una distancia total de 671,2 kilómetros.
La carrera formó parte del UCI Europe Tour 2020, calendario ciclístico de los Circuitos Continentales UCI, dentro de la categoría 2.1 y fue ganada por el francés Arnaud Démare del Groupama-FDJ. Completaron el podio, como segundo y tercer clasificado respectivamente, el checo Josef Černý y estadounidense Joey Rosskopf, ambos del CCC.

## Equipos participantes
Tomaron parte en la carrera 21 equipos: 8 de categoría UCI WorldTeam invitados por la organización, 9 de categoría UCI ProTeam, y 4 de categoría Continental. Formaron así un pelotón de 142 ciclistas de los que acabaron 120. Los equipos participantes fueron:
| WorldTeams (8)- AG2R La Mondiale - Cofidis - Groupama-FDJ - Astana - Bahrain McLaren - CCC Team - Deceuninck-Quick Step - Lotto Soudal ProTeams (11)- B&B Hotels-Vital Concept p/b KTM - Arkéa-Samsic - Nippo Delko One Provence - Alpecin-Fenix - Total Direct Énergie - Bardiani CSF Faizanè - Caja Rural-Seguros RGA - Circus-Wanty Gobert - Euskaltel-Euskadi - Riwal Securitas - Uno-X Pro Cycling Team Equipos continentales (2)- Natura4Ever-Roubaix Lille Métropole - Saint Michel-Auber 93 |
| |

## Recorrido
El Tour Poitou-Charentes en Nueva Aquitania dispuso de cuatro etapas para un recorrido total de 671,2 kilómetros.
| Etapa     | Fecha     | Recorrido                              | type                    | Distancia (km) | Ganador       | Líder         |
| --------- | --------- | -------------------------------------- | ----------------------- | -------------- | ------------- | ------------- |
| 1.ª etapa | 27 de ago | Montmoreau – Royan                     | etapa llana             | 199,9          | Arnaud Démare | Arnaud Démare |
| 2.ª etapa | 28 de ago | Royan – Échiré                         | etapa llana             | 186,3          | Arnaud Démare | Arnaud Démare |
| 3.ª etapa | 29 de ago | Chasseneuil-du-Poitou – Jaunay-Marigny | etapa llana             | 97,9           | Sander Armée  | Arnaud Démare |
| 4.ª etapa | 29 de ago | Futuroscope – Jaunay-Marigny           | contrarreloj individual | 22,5           | Josef Černý   | Josef Černý   |
| 5.ª etapa | 30 de ago | Thénezay – Poitiers                    | etapa llana             | 164,6          | Arnaud Démare | Arnaud Démare |

## Desarrollo de la carrera

### 1.ª etapa
| Montmoreau - Royan | etapa llana | (199,9 km) |

| \| Clasificación de la etapa \| Clasificación de la etapa \| Clasificación de la etapa \| Clasificación de la etapa \| Clasificación de la etapa \| \| Ciclista \| Ciclista \| Equipo \| Tiempo \| \| \| ------------------------- \| ------------------------- \| ----------------------------------- \| ------------------------- \| ------------------------- \| \| 1.º \| Arnaud Démare \| Groupama-FDJ \| 4 h 59 min 58 s \| \| \| 2.º \| Álvaro Hodeg \| Deceuninck-Quick Step \| + 0 s \| \| \| 3.º \| Alexander Krieger \| Alpecin-Fenix \| + 0 s \| \| \| 4.º \| Attilio Viviani \| Cofidis \| + 0 s \| \| \| 5.º \| Andrea Vendrame \| AG2R La Mondiale \| + 0 s \| \| \| 6.º \| Tosh Van der Sande \| Lotto-Soudal \| + 0 s \| \| \| 7.º \| Jordan Levasseur \| Natura4Ever-Roubaix Lille Métropole \| + 0 s \| \| \| 8.º \| Matteo Malucelli \| Caja Rural-Seguros RGA \| + 0 s \| \| \| 9.º \| Tom Devriendt \| Circus-Wanty Gobert \| + 0 s \| \| \| 10.º \| Riccardo Minali \| Nippo-Delko One Provence \| + 0 s \| \| |                    |                                     |                 |
| |                    |                                     |                 |
| Fuente: ProCyclingStats |                    |                                     |                 |
| Clasificación de la etapa |                    |                                     |                 |
| Ciclista | Ciclista           | Equipo                              | Tiempo          |
| 1.º | Arnaud Démare      | Groupama-FDJ                        | 4 h 59 min 58 s |
| 2.º | Álvaro Hodeg       | Deceuninck-Quick Step               | + 0 s           |
| 3.º | Alexander Krieger  | Alpecin-Fenix                       | + 0 s           |
| 4.º | Attilio Viviani    | Cofidis                             | + 0 s           |
| 5.º | Andrea Vendrame    | AG2R La Mondiale                    | + 0 s           |
| 6.º | Tosh Van der Sande | Lotto-Soudal                        | + 0 s           |
| 7.º | Jordan Levasseur   | Natura4Ever-Roubaix Lille Métropole | + 0 s           |
| 8.º | Matteo Malucelli   | Caja Rural-Seguros RGA              | + 0 s           |
| 9.º | Tom Devriendt      | Circus-Wanty Gobert                 | + 0 s           |
| 10.º | Riccardo Minali    | Nippo-Delko One Provence            | + 0 s           |

| \| Clasificación general \| Clasificación general \| Clasificación general \| Clasificación general \| Clasificación general \| \| Ciclista \| Ciclista \| Equipo \| Tiempo \| \| \| --------------------- \| --------------------- \| --------------------- \| --------------------- \| --------------------- \| \| 1.º \| Arnaud Démare \| Groupama-FDJ \| 4 h 59 min 48 s \| \| \| 2.º \| Álvaro Hodeg \| Deceuninck-Quick Step \| + 4 s \| \| \| 3.º \| Silvan Dillier \| AG2R La Mondiale \| + 5 s \| \| \| 4.º \| Joey Rosskopf \| CCC Team \| + 5 s \| \| \| 5.º \| Alexander Krieger \| Alpecin-Fenix \| + 6 s \| \| \| 6.º \| Benjamin Thomas \| Groupama-FDJ \| + 9 s \| \| \| 7.º \| Zhandos Bizhigitov \| Astana \| + 9 s \| \| \| 8.º \| Attilio Viviani \| Cofidis \| + 10 s \| \| \| 9.º \| Andrea Vendrame \| AG2R La Mondiale \| + 10 s \| \| \| 10.º \| Tosh Van der Sande \| Lotto-Soudal \| + 10 s \| \| |                    |                       |                 |
| |                    |                       |                 |
| Fuente: ProCyclingStats |                    |                       |                 |
| Clasificación general |                    |                       |                 |
| Ciclista | Ciclista           | Equipo                | Tiempo          |
| 1.º | Arnaud Démare      | Groupama-FDJ          | 4 h 59 min 48 s |
| 2.º | Álvaro Hodeg       | Deceuninck-Quick Step | + 4 s           |
| 3.º | Silvan Dillier     | AG2R La Mondiale      | + 5 s           |
| 4.º | Joey Rosskopf      | CCC Team              | + 5 s           |
| 5.º | Alexander Krieger  | Alpecin-Fenix         | + 6 s           |
| 6.º | Benjamin Thomas    | Groupama-FDJ          | + 9 s           |
| 7.º | Zhandos Bizhigitov | Astana                | + 9 s           |
| 8.º | Attilio Viviani    | Cofidis               | + 10 s          |
| 9.º | Andrea Vendrame    | AG2R La Mondiale      | + 10 s          |
| 10.º | Tosh Van der Sande | Lotto-Soudal          | + 10 s          |

### 2.ª etapa
| Royan - Échiré | etapa llana | (186,3 km) |

| \| Clasificación de la etapa \| Clasificación de la etapa \| Clasificación de la etapa \| Clasificación de la etapa \| Clasificación de la etapa \| \| Ciclista \| Ciclista \| Equipo \| Tiempo \| \| \| ------------------------- \| ------------------------- \| ----------------------------------- \| ------------------------- \| ------------------------- \| \| 1.º \| Arnaud Démare \| Groupama-FDJ \| 4 h 07 min 43 s \| \| \| 2.º \| Iván García Cortina \| Bahrain McLaren \| + 0 s \| \| \| 3.º \| Alexander Krieger \| Alpecin-Fenix \| + 0 s \| \| \| 4.º \| Luca Mozzato \| B&B Hotels-Vital Concept p/b KTM \| + 0 s \| \| \| 5.º \| Tosh Van der Sande \| Lotto-Soudal \| + 0 s \| \| \| 6.º \| Lorrenzo Manzin \| Total Direct Énergie \| + 0 s \| \| \| 7.º \| Thomas Boudat \| Arkéa-Samsic \| + 0 s \| \| \| 8.º \| Pierre Barbier \| Nippo-Delko One Provence \| + 0 s \| \| \| 9.º \| Emiel Vermeulen \| Natura4Ever-Roubaix Lille Métropole \| + 0 s \| \| \| 10.º \| Davide Martinelli \| Astana \| + 0 s \| \| |                     |                                     |                 |
| |                     |                                     |                 |
| Fuente: ProCyclingStats |                     |                                     |                 |
| Clasificación de la etapa |                     |                                     |                 |
| Ciclista | Ciclista            | Equipo                              | Tiempo          |
| 1.º | Arnaud Démare       | Groupama-FDJ                        | 4 h 07 min 43 s |
| 2.º | Iván García Cortina | Bahrain McLaren                     | + 0 s           |
| 3.º | Alexander Krieger   | Alpecin-Fenix                       | + 0 s           |
| 4.º | Luca Mozzato        | B&B Hotels-Vital Concept p/b KTM    | + 0 s           |
| 5.º | Tosh Van der Sande  | Lotto-Soudal                        | + 0 s           |
| 6.º | Lorrenzo Manzin     | Total Direct Énergie                | + 0 s           |
| 7.º | Thomas Boudat       | Arkéa-Samsic                        | + 0 s           |
| 8.º | Pierre Barbier      | Nippo-Delko One Provence            | + 0 s           |
| 9.º | Emiel Vermeulen     | Natura4Ever-Roubaix Lille Métropole | + 0 s           |
| 10.º | Davide Martinelli   | Astana                              | + 0 s           |

| \| Clasificación general \| Clasificación general \| Clasificación general \| Clasificación general \| Clasificación general \| \| Ciclista \| Ciclista \| Equipo \| Tiempo \| \| \| --------------------- \| --------------------- \| --------------------- \| --------------------- \| --------------------- \| \| 1.º \| Arnaud Démare \| Groupama-FDJ \| 9 h 07 min 21 s \| \| \| 2.º \| Alexander Krieger \| Alpecin-Fenix \| + 12 s \| \| \| 3.º \| Silvan Dillier \| AG2R La Mondiale \| + 15 s \| \| \| 4.º \| Joey Rosskopf \| CCC Team \| + 15 s \| \| \| 5.º \| Laurens de Vreese \| Astana \| + 16 s \| \| \| 6.º \| Benjamin Thomas \| Groupama-FDJ \| + 18 s \| \| \| 7.º \| Tosh Van der Sande \| Lotto-Soudal \| + 20 s \| \| \| 8.º \| Attilio Viviani \| Cofidis \| + 20 s \| \| \| 9.º \| Lorrenzo Manzin \| Total Direct Énergie \| + 20 s \| \| \| 10.º \| Thomas Boudat \| Arkéa-Samsic \| + 20 s \| \| |                    |                      |                 |
| |                    |                      |                 |
| Fuente: ProCyclingStats |                    |                      |                 |
| Clasificación general |                    |                      |                 |
| Ciclista | Ciclista           | Equipo               | Tiempo          |
| 1.º | Arnaud Démare      | Groupama-FDJ         | 9 h 07 min 21 s |
| 2.º | Alexander Krieger  | Alpecin-Fenix        | + 12 s          |
| 3.º | Silvan Dillier     | AG2R La Mondiale     | + 15 s          |
| 4.º | Joey Rosskopf      | CCC Team             | + 15 s          |
| 5.º | Laurens de Vreese  | Astana               | + 16 s          |
| 6.º | Benjamin Thomas    | Groupama-FDJ         | + 18 s          |
| 7.º | Tosh Van der Sande | Lotto-Soudal         | + 20 s          |
| 8.º | Attilio Viviani    | Cofidis              | + 20 s          |
| 9.º | Lorrenzo Manzin    | Total Direct Énergie | + 20 s          |
| 10.º | Thomas Boudat      | Arkéa-Samsic         | + 20 s          |

### 3.ª etapa A
| Chasseneuil-du-Poitou - Jaunay-Marigny | etapa llana | (97,9 km) |

| \| Clasificación de la etapa \| Clasificación de la etapa \| Clasificación de la etapa \| Clasificación de la etapa \| Clasificación de la etapa \| \| Ciclista \| Ciclista \| Equipo \| Tiempo \| \| \| ------------------------- \| ------------------------- \| -------------------------------- \| ------------------------- \| ------------------------- \| \| 1.º \| Sander Armée \| Lotto-Soudal \| 2 h 11 min 13 s \| \| \| 2.º \| Luca Mozzato \| B&B Hotels-Vital Concept p/b KTM \| + 3 s \| \| \| 3.º \| Álvaro Hodeg \| Deceuninck-Quick Step \| + 3 s \| \| \| 4.º \| Pierre Barbier \| Nippo-Delko One Provence \| + 3 s \| \| \| 5.º \| Lorrenzo Manzin \| Total Direct Énergie \| + 3 s \| \| \| 6.º \| Jon Irisarri \| Caja Rural-Seguros RGA \| + 3 s \| \| \| 7.º \| Arnaud Démare \| Groupama-FDJ \| + 3 s \| \| \| 8.º \| Alexander Krieger \| Alpecin-Fenix \| + 3 s \| \| \| 9.º \| Harm Vanhoucke \| Lotto-Soudal \| + 3 s \| \| \| 10.º \| Gijs Van Hoecke \| CCC Team \| + 3 s \| \| |                   |                                  |                 |
| |                   |                                  |                 |
| Fuente: ProCyclingStats |                   |                                  |                 |
| Clasificación de la etapa |                   |                                  |                 |
| Ciclista | Ciclista          | Equipo                           | Tiempo          |
| 1.º | Sander Armée      | Lotto-Soudal                     | 2 h 11 min 13 s |
| 2.º | Luca Mozzato      | B&B Hotels-Vital Concept p/b KTM | + 3 s           |
| 3.º | Álvaro Hodeg      | Deceuninck-Quick Step            | + 3 s           |
| 4.º | Pierre Barbier    | Nippo-Delko One Provence         | + 3 s           |
| 5.º | Lorrenzo Manzin   | Total Direct Énergie             | + 3 s           |
| 6.º | Jon Irisarri      | Caja Rural-Seguros RGA           | + 3 s           |
| 7.º | Arnaud Démare     | Groupama-FDJ                     | + 3 s           |
| 8.º | Alexander Krieger | Alpecin-Fenix                    | + 3 s           |
| 9.º | Harm Vanhoucke    | Lotto-Soudal                     | + 3 s           |
| 10.º | Gijs Van Hoecke   | CCC Team                         | + 3 s           |

| \| Clasificación general \| Clasificación general \| Clasificación general \| Clasificación general \| Clasificación general \| \| Ciclista \| Ciclista \| Equipo \| Tiempo \| \| \| --------------------- \| --------------------- \| -------------------------------- \| --------------------- \| --------------------- \| \| 1.º \| Arnaud Démare \| Groupama-FDJ \| 11 h 18 min 37 s \| \| \| 2.º \| Alexander Krieger \| Alpecin-Fenix \| + 12 s \| \| \| 3.º \| Silvan Dillier \| AG2R La Mondiale \| + 15 s \| \| \| 4.º \| Joey Rosskopf \| CCC Team \| + 15 s \| \| \| 5.º \| Luca Mozzato \| B&B Hotels-Vital Concept p/b KTM \| + 16 s \| \| \| 6.º \| Lorrenzo Manzin \| Total Direct Énergie \| + 20 s \| \| \| 7.º \| Tosh Van der Sande \| Lotto-Soudal \| + 20 s \| \| \| 8.º \| Thomas Boudat \| Arkéa-Samsic \| + 20 s \| \| \| 9.º \| Pierre Barbier \| Nippo-Delko One Provence \| + 20 s \| \| \| 10.º \| Dorian Godon \| AG2R La Mondiale \| + 20 s \| \| |                    |                                  |                  |
| |                    |                                  |                  |
| Fuente: ProCyclingStats |                    |                                  |                  |
| Clasificación general |                    |                                  |                  |
| Ciclista | Ciclista           | Equipo                           | Tiempo           |
| 1.º | Arnaud Démare      | Groupama-FDJ                     | 11 h 18 min 37 s |
| 2.º | Alexander Krieger  | Alpecin-Fenix                    | + 12 s           |
| 3.º | Silvan Dillier     | AG2R La Mondiale                 | + 15 s           |
| 4.º | Joey Rosskopf      | CCC Team                         | + 15 s           |
| 5.º | Luca Mozzato       | B&B Hotels-Vital Concept p/b KTM | + 16 s           |
| 6.º | Lorrenzo Manzin    | Total Direct Énergie             | + 20 s           |
| 7.º | Tosh Van der Sande | Lotto-Soudal                     | + 20 s           |
| 8.º | Thomas Boudat      | Arkéa-Samsic                     | + 20 s           |
| 9.º | Pierre Barbier     | Nippo-Delko One Provence         | + 20 s           |
| 10.º | Dorian Godon       | AG2R La Mondiale                 | + 20 s           |

### 3.ª etapa B
| Futuroscope - Jaunay-Marigny | contrarreloj individual | (22,5 km) |

| \| Clasificación de la etapa \| Clasificación de la etapa \| Clasificación de la etapa \| Clasificación de la etapa \| Clasificación de la etapa \| \| Ciclista \| Ciclista \| Equipo \| Tiempo \| \| \| ------------------------- \| ------------------------- \| ------------------------- \| ------------------------- \| ------------------------- \| \| 1.º \| Josef Černý \| CCC Team \| 26 min 01 s \| \| \| 2.º \| Alexis Gougeard \| AG2R La Mondiale \| + 17 s \| \| \| 3.º \| Arnaud Démare \| Groupama-FDJ \| + 21 s \| \| \| 4.º \| Joey Rosskopf \| CCC Team \| + 25 s \| \| \| 5.º \| Benjamin Thomas \| Groupama-FDJ \| + 26 s \| \| \| 6.º \| Thibault Guernalec \| Arkéa-Samsic \| + 27 s \| \| \| 7.º \| William Barta \| CCC Team \| + 37 s \| \| \| 8.º \| Elmar Reinders \| Riwal Securitas \| + 38 s \| \| \| 9.º \| Lasse Norman Leth \| Alpecin-Fenix \| + 40 s \| \| \| 10.º \| Harry Tanfield \| AG2R La Mondiale \| + 40 s \| \| |                    |                  |             |
| |                    |                  |             |
| Fuente: ProCyclingStats |                    |                  |             |
| Clasificación de la etapa |                    |                  |             |
| Ciclista | Ciclista           | Equipo           | Tiempo      |
| 1.º | Josef Černý        | CCC Team         | 26 min 01 s |
| 2.º | Alexis Gougeard    | AG2R La Mondiale | + 17 s      |
| 3.º | Arnaud Démare      | Groupama-FDJ     | + 21 s      |
| 4.º | Joey Rosskopf      | CCC Team         | + 25 s      |
| 5.º | Benjamin Thomas    | Groupama-FDJ     | + 26 s      |
| 6.º | Thibault Guernalec | Arkéa-Samsic     | + 27 s      |
| 7.º | William Barta      | CCC Team         | + 37 s      |
| 8.º | Elmar Reinders     | Riwal Securitas  | + 38 s      |
| 9.º | Lasse Norman Leth  | Alpecin-Fenix    | + 40 s      |
| 10.º | Harry Tanfield     | AG2R La Mondiale | + 40 s      |

| \| Clasificación general \| Clasificación general \| Clasificación general \| Clasificación general \| Clasificación general \| \| Ciclista \| Ciclista \| Equipo \| Tiempo \| \| \| --------------------- \| --------------------- \| ---------------------- \| --------------------- \| --------------------- \| \| 1.º \| Josef Černý \| CCC Team \| 11 h 44 min 58 s \| \| \| 2.º \| Arnaud Démare \| Groupama-FDJ \| + 1 s \| \| \| 3.º \| Joey Rosskopf \| CCC Team \| + 20 s \| \| \| 4.º \| Thibault Guernalec \| Arkéa-Samsic \| + 27 s \| \| \| 5.º \| Alexis Gougeard \| AG2R La Mondiale \| + 33 s \| \| \| 6.º \| Benjamin Thomas \| Groupama-FDJ \| + 33 s \| \| \| 7.º \| Elmar Reinders \| Riwal Securitas \| + 47 s \| \| \| 8.º \| Julius Johansen \| Uno-X Pro Cycling Team \| + 51 s \| \| \| 9.º \| Yoann Paillot \| Saint Michel-Auber 93 \| + 58 s \| \| \| 10.º \| Silvan Dillier \| AG2R La Mondiale \| + 1 min 00 s \| \| |                    |                        |                  |
| |                    |                        |                  |
| Fuente: ProCyclingStats |                    |                        |                  |
| Clasificación general |                    |                        |                  |
| Ciclista | Ciclista           | Equipo                 | Tiempo           |
| 1.º | Josef Černý        | CCC Team               | 11 h 44 min 58 s |
| 2.º | Arnaud Démare      | Groupama-FDJ           | + 1 s            |
| 3.º | Joey Rosskopf      | CCC Team               | + 20 s           |
| 4.º | Thibault Guernalec | Arkéa-Samsic           | + 27 s           |
| 5.º | Alexis Gougeard    | AG2R La Mondiale       | + 33 s           |
| 6.º | Benjamin Thomas    | Groupama-FDJ           | + 33 s           |
| 7.º | Elmar Reinders     | Riwal Securitas        | + 47 s           |
| 8.º | Julius Johansen    | Uno-X Pro Cycling Team | + 51 s           |
| 9.º | Yoann Paillot      | Saint Michel-Auber 93  | + 58 s           |
| 10.º | Silvan Dillier     | AG2R La Mondiale       | + 1 min 00 s     |

### 4.ª etapa
| Thénezay - Poitiers | etapa llana | (164,6 km) |

| \| Clasificación de la etapa \| Clasificación de la etapa \| Clasificación de la etapa \| Clasificación de la etapa \| Clasificación de la etapa \| \| Ciclista \| Ciclista \| Equipo \| Tiempo \| \| \| ------------------------- \| ------------------------- \| ------------------------- \| ------------------------- \| ------------------------- \| \| 1.º \| Arnaud Démare \| Groupama-FDJ \| 3 h 34 min 13 s \| \| \| 2.º \| Iván García Cortina \| Bahrain McLaren \| + 0 s \| \| \| 3.º \| Alexander Krieger \| Alpecin-Fenix \| + 0 s \| \| \| 4.º \| Tosh Van der Sande \| Lotto-Soudal \| + 0 s \| \| \| 5.º \| Silvan Dillier \| AG2R La Mondiale \| + 0 s \| \| \| 6.º \| Riccardo Minali \| Nippo-Delko One Provence \| + 0 s \| \| \| 7.º \| Corné van Kessel \| Circus-Wanty Gobert \| + 0 s \| \| \| 8.º \| Alfdan De Decker \| Circus-Wanty Gobert \| + 0 s \| \| \| 9.º \| Thomas Boudat \| Arkéa-Samsic \| + 0 s \| \| \| 10.º \| Orluis Aular \| Caja Rural-Seguros RGA \| + 0 s \| \| |                     |                          |                 |
| |                     |                          |                 |
| Fuente: ProCyclingStats |                     |                          |                 |
| Clasificación de la etapa |                     |                          |                 |
| Ciclista | Ciclista            | Equipo                   | Tiempo          |
| 1.º | Arnaud Démare       | Groupama-FDJ             | 3 h 34 min 13 s |
| 2.º | Iván García Cortina | Bahrain McLaren          | + 0 s           |
| 3.º | Alexander Krieger   | Alpecin-Fenix            | + 0 s           |
| 4.º | Tosh Van der Sande  | Lotto-Soudal             | + 0 s           |
| 5.º | Silvan Dillier      | AG2R La Mondiale         | + 0 s           |
| 6.º | Riccardo Minali     | Nippo-Delko One Provence | + 0 s           |
| 7.º | Corné van Kessel    | Circus-Wanty Gobert      | + 0 s           |
| 8.º | Alfdan De Decker    | Circus-Wanty Gobert      | + 0 s           |
| 9.º | Thomas Boudat       | Arkéa-Samsic             | + 0 s           |
| 10.º | Orluis Aular        | Caja Rural-Seguros RGA   | + 0 s           |

## Clasificaciones finales
- Las clasificaciones finalizaron de la siguiente forma:[5]

### Clasificación general
| \| Clasificación general \| Clasificación general \| Clasificación general \| Clasificación general \| Clasificación general \| \| Ciclista \| Ciclista \| Equipo \| Tiempo \| \| \| --------------------- \| --------------------- \| ---------------------- \| --------------------- \| --------------------- \| \| 1.º \| Arnaud Démare \| Groupama-FDJ \| 15 h 18 min 59 s \| \| \| 2.º \| Josef Černý \| CCC Team \| + 12 s \| \| \| 3.º \| Joey Rosskopf \| CCC Team \| + 32 s \| \| \| 4.º \| Thibault Guernalec \| Arkéa-Samsic \| + 39 s \| \| \| 5.º \| Alexis Gougeard \| AG2R La Mondiale \| + 45 s \| \| \| 6.º \| Benjamin Thomas \| Groupama-FDJ \| + 45 s \| \| \| 7.º \| Elmar Reinders \| Riwal Securitas \| + 59 s \| \| \| 8.º \| Julius Johansen \| Uno-X Pro Cycling Team \| + 1 min 03 s \| \| \| 9.º \| Yoann Paillot \| Saint Michel-Auber 93 \| + 1 min 10 s \| \| \| 10.º \| Silvan Dillier \| AG2R La Mondiale \| + 1 min 12 s \| \| |                    |                        |                  |
| |                    |                        |                  |
| Fuente: ProCyclingStats |                    |                        |                  |
| Clasificación general |                    |                        |                  |
| Ciclista | Ciclista           | Equipo                 | Tiempo           |
| 1.º | Arnaud Démare      | Groupama-FDJ           | 15 h 18 min 59 s |
| 2.º | Josef Černý        | CCC Team               | + 12 s           |
| 3.º | Joey Rosskopf      | CCC Team               | + 32 s           |
| 4.º | Thibault Guernalec | Arkéa-Samsic           | + 39 s           |
| 5.º | Alexis Gougeard    | AG2R La Mondiale       | + 45 s           |
| 6.º | Benjamin Thomas    | Groupama-FDJ           | + 45 s           |
| 7.º | Elmar Reinders     | Riwal Securitas        | + 59 s           |
| 8.º | Julius Johansen    | Uno-X Pro Cycling Team | + 1 min 03 s     |
| 9.º | Yoann Paillot      | Saint Michel-Auber 93  | + 1 min 10 s     |
| 10.º | Silvan Dillier     | AG2R La Mondiale       | + 1 min 12 s     |

### Clasificación de la montaña
| Clasificación de la montaña | Clasificación de la montaña | Clasificación de la montaña | Clasificación de la montaña | Clasificación de la montaña |
| Ciclista                    | Ciclista                    | Equipo                      | Puntos                      |                             |
| --------------------------- | --------------------------- | --------------------------- | --------------------------- | --------------------------- |
| 1.º                         | Harm Vanhoucke              | Lotto-Soudal                | 28 pts                      |                             |
| 2.º                         | Iljo Keisse                 | Deceuninck-Quick Step       | 9 pts                       |                             |
| 3.º                         | Harry Tanfield              | AG2R La Mondiale            | 9 pts                       |                             |
| 4.º                         | Héctor Sáez Benito          | Caja Rural-Seguros RGA      | 8 pts                       |                             |
| 5.º                         | Joey Rosskopf               | CCC Team                    | 6 pts                       |                             |

### Clasificación de los puntos
| Clasificación por puntos | Clasificación por puntos | Clasificación por puntos         | Clasificación por puntos | Clasificación por puntos |
| Ciclista                 | Ciclista                 | Equipo                           | Puntos                   |                          |
| ------------------------ | ------------------------ | -------------------------------- | ------------------------ | ------------------------ |
| 1.º                      | Arnaud Démare            | Groupama-FDJ                     | 96 pts                   |                          |
| 2.º                      | Alexander Krieger        | Alpecin-Fenix                    | 56 pts                   |                          |
| 3.º                      | Iván García Cortina      | Bahrain McLaren                  | 40 pts                   |                          |
| 4.º                      | Luca Mozzato             | B&B Hotels-Vital Concept p/b KTM | 38 pts                   |                          |
| 5.º                      | Álvaro Hodeg             | Deceuninck-Quick Step            | 36 pts                   |                          |

### Clasificación de los jóvenes
| Clasificación del mejor joven | Clasificación del mejor joven | Clasificación del mejor joven | Clasificación del mejor joven | Clasificación del mejor joven |
| Ciclista                      | Ciclista                      | Equipo                        | Tiempo                        |                               |
| ----------------------------- | ----------------------------- | ----------------------------- | ----------------------------- | ----------------------------- |
| 1.º                           | Thibault Guernalec            | Arkéa-Samsic                  | 15 h 19 min 38 s              |                               |
| 2.º                           | Julius Johansen               | Uno-X Pro Cycling Team        | + 24 s                        |                               |
| 3.º                           | William Barta                 | CCC Team                      | + 33 s                        |                               |
| 4.º                           | Dorian Godon                  | AG2R La Mondiale              | + 48 s                        |                               |
| 5.º                           | Stan Dewulf                   | Lotto-Soudal                  | + 1 min 11 s                  |                               |

### Clasificación por equipos
| Clasificación por equipos | Clasificación por equipos              | Clasificación por equipos | Clasificación por equipos |
| Equipo                    | Equipo                                 | Tiempo                    |                           |
| ------------------------- | -------------------------------------- | ------------------------- | ------------------------- |
| 1.º                       | CCC Team                               | 45 h 58 min 35 s          |                           |
| 2.º                       | Groupama-FDJ                           | + 59 s                    |                           |
| 3.º                       | ASSOCIATION SOMMITALE AG2R LA MONDIALE | + 1 min 14 s              |                           |
| 4.º                       | Alpecin-Fenix                          | + 2 min 18 s              |                           |
| 5.º                       | Lotto-Soudal                           | + 2 min 18 s              |                           |

## Evolución de las clasificaciones
| Etapa                   | Vencedor                | Clasificación general | Clasificación de la montaña | Clasificación de los puntos | Clasificación de los jóvenes | Clasificación por equipos |
| ----------------------- | ----------------------- | --------------------- | --------------------------- | --------------------------- | ---------------------------- | ------------------------- |
| 1.ª                     | Arnaud Démare           | Arnaud Démare         | Harm Vanhoucke              | Arnaud Démare               | Álvaro Hodeg                 | AG2R La Mondiale          |
| 2.ª                     | Arnaud Démare           | Arnaud Démare         | Harm Vanhoucke              | Arnaud Démare               | Attilio Viviani              | Alpecin-Fenix             |
| 3.ª A                   | Sander Armée            | Arnaud Démare         | Harm Vanhoucke              | Arnaud Démare               | Luca Mozzato                 | Lotto Soudal              |
| 3.ª B                   | Josef Černý             | Josef Černý           | Harm Vanhoucke              | Arnaud Démare               | Thibault Guernalec           | CCC                       |
| 4.ª                     | Arnaud Démare           | Arnaud Démare         | Harm Vanhoucke              | Arnaud Démare               | Thibault Guernalec           | CCC                       |
| Clasificaciones finales | Clasificaciones finales | Arnaud Démare         | Harm Vanhoucke              | Arnaud Démare               | Thibault Guernalec           | CCC                       |

## UCI World Ranking
El Tour Poitou-Charentes en Nueva Aquitania otorgó puntos para el UCI World Ranking para corredores de los equipos en las categorías UCI WorldTeam, UCI ProTeam y Continental. Las siguientes tablas son el baremo de puntuación y los 10 corredores que obtuvieron más puntos:
| Posición              | 1.º | 2.º | 3.º | 4.º | 5.º | 6.º | 7.º | 8.º | 9.º | 10.º | 11.º | 12.º | 13.º-15.º | 16.º-25.º |
| Clasificación general | 125 | 85  | 70  | 60  | 50  | 40  | 35  | 30  | 25  | 20   | 15   | 10   | 5         | 3         |
| Por etapa             | 14  | 5   | 3   |     |     |     |     |     |     |      |      |      |           |           |
| Líder                 | 3   |     |     |     |     |     |     |     |     |      |      |      |           |           |

| Clasificación |                    |                      |         |       |       |       |
| Posición      | Ciclista           | Equipo               | General | Etapa | Líder | Total |
| ------------- | ------------------ | -------------------- | ------- | ----- | ----- | ----- |
| 1.º           | Arnaud Démare      | Groupama-FDJ         | 125     | 45    | 9     | 179   |
| 2.º           | Josef Černý        | CCC                  | 85      | 14    | 3     | 102   |
| 3.º           | Joey Rosskopf      | CCC                  | 70      | -     | -     | 70    |
| 4.º           | Thibault Guernalec | Arkéa Samsic         | 60      | -     | -     | 60    |
| 5.º           | Alexis Gougeard    | AG2R La Mondiale     | 50      | 5     | -     | 55    |
| 6.º           | Benjamin Thomas    | Groupama-FDJ         | 40      | -     | -     | 40    |
| 7.º           | Elmar Reinders     | Riwal Securitas      | 35      | -     | -     | 35    |
| 8.º           | Julius Johansen    | Uno-X                | 30      | -     | -     | 30    |
| 9.º           | Yoann Paillot      | Saint Michel-Auber93 | 25      | -     | -     | 25    |
| 10.º          | Silvan Dillier     | AG2R La Mondiale     | 20      | -     | -     | 20    |